# IC 392
IC 392 ist eine spiralförmige Radiogalaxie vom Hubble-Typ Sa im Sternbild Orion am Nordsternhimmel. Sie ist schätzungsweise 181 Millionen Lichtjahre von der Milchstraße entfernt und hat einen Durchmesser von etwa 95.000 Lichtjahren. Vom Sonnensystem aus entfernt sich das Objekt mit einer errechneten Radialgeschwindigkeit von näherungsweise 4.100 Kilometern pro Sekunde.
Sie gilt als Teil der 27 Mitglieder zählenden Lyons Groups of Galaxies LGG 120 um NGC 1762. 
Das Objekt wurde am 6. Januar 1894 von dem französischen Astronomen Stéphane Javelle entdeckt.